# Uperoleia aspera
Espèce
Statut de conservation UICN

 LC  : Préoccupation mineure
Uperoleia aspera est une espèce d'amphibiens de la famille des Myobatrachidae.

## Répartition
Cette espèce est endémique du Nord-Est de l'Australie-Occidentale. Elle se rencontre jusqu'à 150 m d'altitude dans la région de Kimberley,.

## Publication originale
- Tyler, Davies & Martin, 1981 : New and rediscovered species of frogs from the Derby-Broome area of Western Australia. Records of the Western Australian Museum, vol. 9, no 2, p. 147-172 (texte intégral).